# Кан, Игорь Иванович
И́горь Ива́нович Кан (29 января 1938, Москва — 30 января 2019, Москва) — советский и российский актёр театра и кино. Заслуженный артист Российской Федерации (1999).

## Биография
Игорь Иванович Кан родился 29 января 1938 года в Москве.
В 1960-х годах был актёром Алма-Атинского театра юного зрителя, в 1970—1980-х годах — Государственного русского драматического театра Эстонской ССР. Играл в спектаклях Московского областного драматического театра имени А. Н. Островского. Помимо театральной деятельности, с середины 1970-х годов снимался в кино.
В 1999 году был награждён почётным званием «Заслуженный артист Российской Федерации».
Умер 30 января 2019 года в возрасте 81 года в Москве.

### Оценки творчества
Н. Кузякина в своей рецензии на спектакль «Блаженный остров» на страницах журнала «Театр» писала, что в облике Пьера, сыгранном Игорем Каном, есть «своё легкомысленное обаяние, свой шарм», но режиссёр Н. Шенко заставляет его «излагать секреты своей жизнестойкости не в прозе, а лёжа на кровати».
В обзоре постановок Русского драмтеатра Эстонии за 1975 год в газете «Сирп я Вазар» («Sirp ja Vasar») была особенно выделена яркая роль Игоря Кана в спектакле «Горько! Горько! Горько!» (сюжет «Свадебная история» по М. Зощенко).
Театральный режиссёр Роман Виктюк назвал Игоря Кана «лучшим исполнителем роли Передонова».

## Фильмография
- 1974 — Продолжение — старший лейтенант и генерал Кудрявцев[5]
- 1975 — Вариант «Омега» — немецкий лейтенант
- 1978 — Тактика бега на длинную дистанцию — немец
- 1979 — На ринг вызывается… — эпизод
- 1988 — Комментарий к прошению о помиловании — следователь
- 1988 — Скорый поезд — актёр театральной студии
- 1991 — Кремлёвские тайны шестнадцатого века — монах
- 1991 — След дождя — алкаш
- 1992 — Чтобы выжить — эпизод

## Роли в театре

### Алма-Атинский театр юного зрителя
- «Два вечера в мае» — Димка

### Государственный русский драматический театр Эстонской ССР
- Г. К. Бокарев «Сталевары» — Вова («Никотин»)[6]
- А. Н. ОстровскийА. Н. Островский «Свои люди — сочтёмся» — Самсон Силыч Большов[7]
- Б. Брехт, М. М. Зощенко, М. М. Рощин «Горько! Горько! Горько!» — жених[8]
- А. Лийвес «Инфаркт» — начальник 2-го цеха[9]
- А. А. Копков «Слон» — Цаплин, провинциальный аферист[10]
- А. В. Вампилов «Прошлым летом в Чулимске» — Еремеев[11]
- Ю. Макаров «Не был, не состоял, не участвовал» — дедушка[12]
- Н. Г. Кулиш «Блаженный остров» — Пьер Кондратюк
- Ф. К. Сологуб «Мелкий бес» — Ардальон Борисович Передонов

### Московский областной драматический театр имени А. Н. Островского
- А. С. Пушкин «Сказка о Балде» — Поп

## Награды
- 1999 — Заслуженный артист Российской Федерации[1]